# هند صبري
هند صبري (مواليد 20 نوفمبر 1979)، ممثلة تونسية مصرية اشتهرت بعملها في مصر.

## حياتها
ولدت في ولاية قبلي في تونس، وعرفت منذ مشاركتها في فيلمين سينمائيين هما موسم الرجال وصمت القصور للمخرجة مفيدة التلاتلي.
ولفتت نظر المخرجة إيناس الدغيدي فدعتها إلى القاهرة وأسندت إليها دور البطولة في فيلم مذكرات مراهقة 2001، والذي يحكي قصة فتاة مراهقة مصرية من خلال مذكراتها، وهذا الدور هو الذي أعطاها شهرة واسعة في العالم العربي، ومن ثم لمع اسمها بتعدد مشاركاتها حتى أصبحت واحدة من أهم النجمات في السينما المصرية.
ومن أشهر الأعمال التي شاركت فيها مواطن ومخبر وحرامي للمخرج داود عبد السيد وهو الفيلم الذي كررت فيه تقديم المشاهد المثيرة، وهو ما كاد يحصرها لاحقًا في هذه النوعية من الأدوار، لولا تداركها الأمر في أفلام لاحقة ومن بينها الفيلم عايز حقي، إزاي البنات تحبك وفيلم أحلى الأوقات. نالت عام 2004 جائزة أحسن ممثلة من المركز الكاثوليكي المصري، عن دورها في فيلم أحلى الأوقات. شاركت في نوفمبر 2007 في مهرجان دمشق السينمائي الدولي كعضوة في لجنة التحكيم لمسابقة الأفلام الطويلة.
الممثلة «هند صبري» حاصلة على درجة ماجستير في حقوق الملكية الفكرية، وهي مرسمة منذ فبراير/شباط 2007 في جدول المحاماة بتونس. وفي عام 2019 اختيرت عضوة للجنة تحكيم مهرجان البندقية السينمائي العالمي في دورته الـ 76، وهي أول سيدة عربية تنضم للجنة.

## حياتها الخاصة
كانت مخطوبة للفنان السوري باسل خياط لكنهما انفصلا بعد سنتين ونصف. لاحقا تزوجت من رجل الأعمال المصري أحمد الشريف.

## الجوائز والتقدير
- 89 ضمن «أقوى 100 امرأة عربية 2013»، أريبيان بزنس[7]
- سفيرة للنوايا الحسنة «برنامج الغذاء العالمي بالأمم المتحدة» 2010-2023.[8]

## أعمالها

### الأفلام
| السنة | الفيلم             | الدور        |
| ----- | ------------------ | ------------ |
| 1994  | صمت القصور         | علياء        |
| 2000  | موسم الرجال        | فاطمة        |
| 2001  | مواطن ومخبر وحرامي | حياة         |
| 2001  | مذكرات مراهقة      | جميلة        |
| 2002  | الكتبية            | ليلى         |
| 2002  | عرائس الطين        | سعاد         |
| 2003  | إزاي البنات تحبك   | ميرنا        |
| 2003  | عايز حقي           | وفاء         |
| 2004  | حالة حب            | (حبيبة)      |
| 2004  | أحلى الأوقات       | (يسرية)      |
| 2005  | بنات وسط البلد     | (جومانا)     |
| 2005  | ويجا               | (فريدة)      |
| 2006  | لعبة الحب          | (ليلى)       |
| 2006  | ملك وكتابة         | (هند)        |
| 2006  | عمارة يعقوبيان     | (بثينة)      |
| 2006  | صباح الفل          | (ثناء)       |
| 2007  | الجزيرة            | (كريمة)      |
| 2007  | التوربيني          | (ملك)        |
| 2008  | جنينة الأسماك      | (ليلى بكر)   |
| 2009  | إبراهيم الأبيض     | (حورية)      |
| 2010  | هليوبوليس          | مشاركة صوتية |
| 2011  | أسماء              | (أسماء)      |
| 2014  | لا مؤاخذة          | ضيفة شرف     |
| 2014  | الجزيرة 2          | (كريمة)      |
| 2016  | زهرة حلب           | (سلمى)       |
| 2017  | الكنز              | (حتشبسوت)    |
| 2019  | نورة تحلم          | (نورة)       |
| 2019  | الممر              | ()           |
| 2019  | الفيل الأزرق 2     | (فريدة)      |
| 2019  | الكنز 2            | (حتشبسوت)    |
| 2022  | كيرة والجن         | دولت فهمي    |
| 2022  | فضل ونعمة          | نعمة         |

### المسلسلات
| السنة | المسلسل        | الدور                 |
| ----- | -------------- | --------------------- |
| 2007  | لحظات حرجة     | (ضيفة شرف)            |
| 2008  | مكتوب          | (ابتسام)              |
| 2008  | بعد الفراق     | (سكرة)                |
| 2010  | عرض خاص        | ضيفة شرف              |
| 2010  | عايزة أتجوز    | (علا عبدالصبور)       |
| 2012  | فيرتيجو        | (فريدة)               |
| 2014  | إمبراطورية مين | (أميرة)               |
| 2015  | إستيفا         | (المحققة هند ح11، 12) |
| 2016  | نيللي وشريهان  | (ضيفة شرف)            |
| 2017  | حلاوة الدنيا   | (أمينة)               |
| 2021  | هجمة مرتدة     | (دينا أبو زيد)        |
| 2022  | البحث عن علا   | علا عبدالصبور         |
| 2024  | نور ج2         | أسيل                  |
| 2024  | مفترق طرق      | أميرة                 |

### الرسوم المتحركة
- 2013: قصص النساء في القرآن - في دور آسيا امرأة فرعون

### المسلسلات الإذاعية
- 2010: سهم الزيتون طلع
- 2011: قلقان في مصر - في دور جنى

### البرامج
- 2007: الشقة (برنامج فني حواري)
- 2010: عالم سمسم 2

## وصلات خارجية
- هند صبري على موقع IMDb (الإنجليزية)
- هند صبري على موقع الدهليز
- هند صبري على موقع قاعدة بيانات الأفلام العربية
- هند صبري على موقع ألو سيني (الفرنسية)
- هند صبري على موقع أول موفي (الإنجليزية)
- هند صبري على موقع قاعدة بيانات الأفلام السويدية (السويدية)
- هند صبري على موقع قاعدة بيانات الفيلم (الإنجليزية)
- هند صبري على موقع كينوبويسك (الروسية)